# 姚棻
姚棻（？—1801年），字香茝（一作香茞），号铁松，安徽桐城人，清朝官員，乾隆進士。

## 生平
乾隆十五年（1750年）舉人，任國子監學正。乾隆二十六年（1761年）中進士，授陕西靖县知县，调皋兰知县，历湖北宣恩縣知縣。升固原州知州。升知府、道員。乾隆六十年（1795年）护理福建巡撫。因病去职。

## 著作
有《铁松随笔》、《蒙求草》各二卷，《别音正讹》、《焚余草》各一卷；《读易管窥》、《宦辙检存》、《居官要语》、《训子录》等。
| 官衔        | 官衔                                               | 官衔          |
| ----------- | -------------------------------------------------- | ------------- |
| 前任： 雙鼎 | 漳州府知府 乾隆四十二年－四十六年 （1777－1781年） | 繼任： 黃彬   |
| 前任： 浦霖 | 福建巡撫 乾隆年間上任                              | 繼任： 田鳳儀 |